# チュス・アロンソ
チュス・アロンソ（Chus Alonso）ことヘスス・アロンソ・フェルナンデス（Jesús Alonso Fernández、1917年4月24日 - 1979年8月9日）は、キューバ、ハバナ出身の元スペイン代表のサッカー選手。

## 経歴
キューバの首都ハバナ出身であるが、スペインのアストゥリアス州で育った。アストゥリアス州のオビエドに本拠地を置くクラブを経て、スペイン内戦の一年前にアマチュア選手としてレアル・マドリードに加入。レアル・バリャドリードへのレンタル移籍後にレアル・マドリードへ復帰するとキャリアのほとんどを同クラブで過ごし、公式戦159試合に出場して65得点を記録した。
また、1947年12月28日のアスレティック・ビルバオ戦にてヌエボ・エスタディオ・チャマルティン（現エスタディオ・サンティアゴ・ベルナベウ）での公式戦初得点も記録した。
引退後はスペインサッカー協会やカステジャーナサッカー協会の役員なども務めた。1979年8月9日、スペイン、マドリードにて死去。

## 獲得タイトル
- コパ・デル・レイ：1945-46, 1946-47
- コパ・エバ・ドゥアルテ：1947-48